# Tristan da Cunha
Tristan da Cunha este un grup de insule izolate în Atlanticul de Sud, situate la 2618 km de Grytviken (pe insula subantarctică Georgia de Sud), 3658 km de Antarctida, 2816 km de Africa de Sud și 3240 km de America de Sud.

## Geografie
Este o parte a teritoriului britanic de peste mări „Sfânta Elena, Ascension și Tristan da Cunha”, situat la 2430 km la sud de Sf. Elena. Teritoriul este format din insula principală Tristan da Cunha cu o suprafață de 98 km² și din insulele nelocuite Insula inaccesibilă și Insula Nightingale. Insula Gough situată la 395 km sud est face de asemenea parte din teritoriu. 

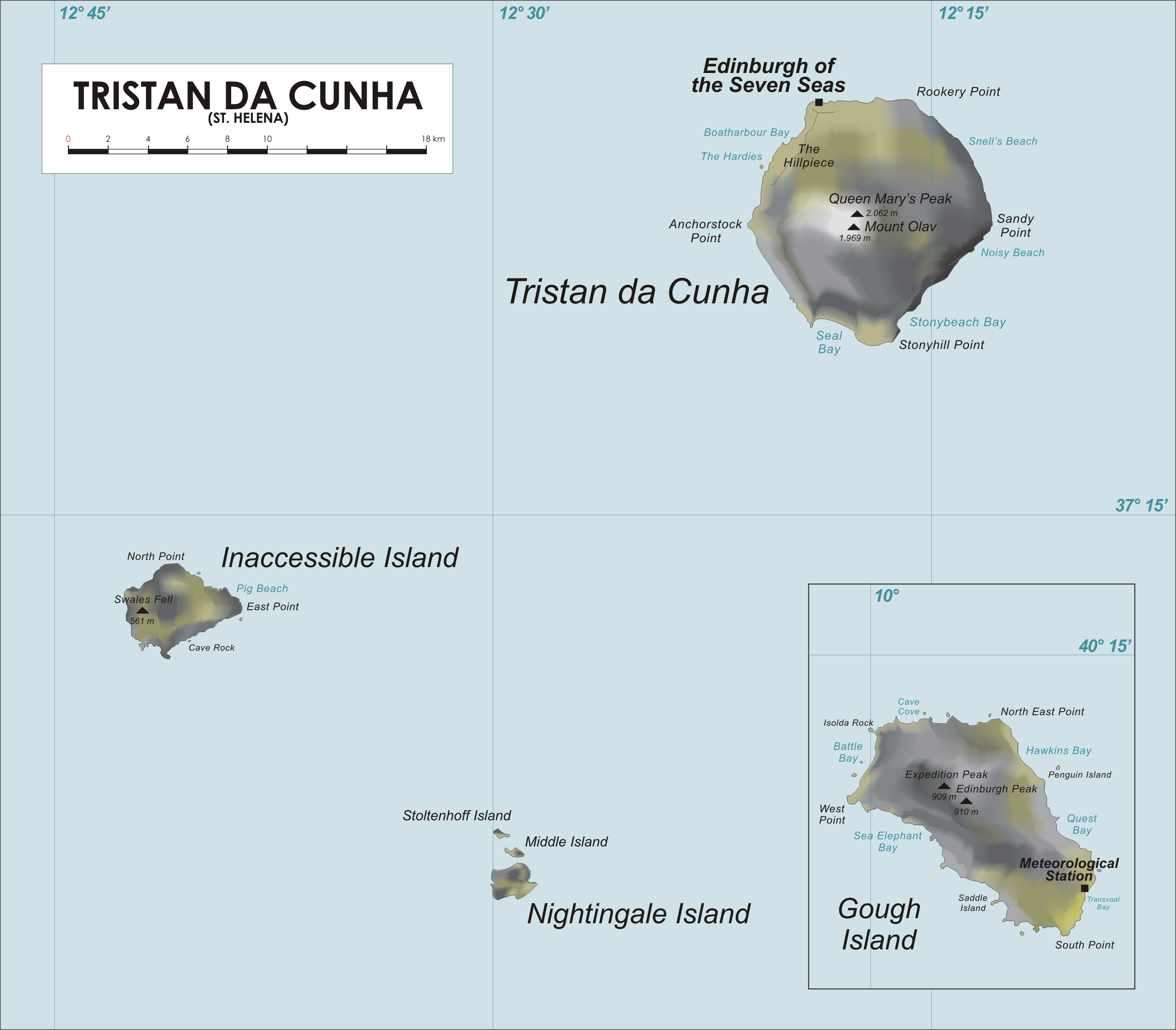
Tristan da Cunha

## Istorie
Tristan da Cunha este considerat ca fiind unul dintre cele mai izolate locuri locuite din lume. Pe insulă nu există niciun aeroport, ea putând fi accesibilă doar cu vaporul. În 1961 o importantă erupție vulcanică a necesitat evacuarea insulei, locuitorii acesteia fiind relocați într-un cartier din Southampton în Anglia. O mare parte din aceștia s-au întors în 1963 deoarece localitatea de pe insulă Edinburgh of the Seven Seas (singura de altfel, cunoscută și ca localitatea în engleză The Settlement) nu a suferit daune majore.

### Apariții în literatură
- Insula Tristan da Cunha apare în volumul al doilea al romanului de aventuri Copiii căpitanului Grant, de Jules Verne.

Locuitorii insulei sunt descendenți ai membrilor unei baze militare instaurate în Secolul XIX fiind înregistrate 7 familii. Între aceștia se înregistrează un număr mare de boli datorate endogamiei cum ar fi astmul și glaucomul. Pe Insula Gough există de asemenea o stație meteorologică sud africană cu 6 membri.
- O altă denumire a insulei Tristan da Cunha este „Insula Dezolării”. Povestirea / ancheta lui Hervé Bazin, Les Bienheureux de La Désolation (în română: „Preafericiții de pe Insula Dezolării”[3]), apărută în 1970, se referă la locuitorii insulei care au fost evacuați în Marea Britanie, ca urmare a erupției unui vulcan de pe insulă, în 1961. Lucrarea relatează șocul societal și cultural trăit de locuitorii din Tristan da Cunha, la sosirea lor în Anglia. Comunitatea de pe insulă rămăsese despărțită de restul lumii timp de peste un secol și jumătate, și relativ fără legături cu progresele științifice și tehnice. Locuitorii din Tristan da Cunha nu s-au putut integra în societatea britanică de consum și, după ce pericolul erupțiilor vulcanice a trecut, au hotărât să se întoarcă pe insula natală, unul dintre locurile cele aspre și mai puțin ospitaliere de pe planetă.